# 王彦复
王彦复，唐朝末年人物，五代十国時期閩國缔造者王潮、王审知的堂弟。
景福元年（892年），福建观察使范晖骄横，王潮任命堂弟王彦复为都统，胞弟王审知为都监，带领军队攻打福州。至景福二年（893年），未能攻克福州。范晖向威胜军节度使董昌求救，董昌派遣温州、台州、婺州军队五千前往救援。王彦复、王审知因为福州城坚，援军即将赶到，军士死亡受伤的甚多，向王潮请求撤军，王潮不许。王彦复和王审知请王潮亲自前来军营，王潮对他们说：“士兵死光了增兵，将领没了派将，等到士兵将领都没了，我要亲自上。”王彦复、王审知只好亲自冒着箭石猛烈进攻。福州粮尽，范晖乘夜离开福州城逃跑，援军也纷纷返回。五月初二，王彦复、王审知进入福州城。五月初三，范晖在逃亡中被军中将士斩杀。王潮进入福州城，自称留后，王彦复官至泉州刺史。